# Dipoh
Das Dipoh, auch Depok oder Depa, war ein ostindisches Längenmaß und galt auf Sumatra. Trotz Einführung der englischen Maße (Fanthom/Faden als Normalmaß mit 6 engl. Fuß), England hatte bis 1824 die Hoheit, galten die einheimischen Maße weiter. 
Das Dipoh war dem 
- englischen Faden mit 72 Zoll (engl.) gleich,
- das Hehloh glich dem engl. Yard mit 36 Zoll (engl.) und
- das Kobbit hatte 18 Zoll (engl.)

Die Maßkette für das Dipoh war
- 1 Dipoh = 2 Hehlohs/Hailobs = 4 Estos/Kobbit/Cobits/Covids = 8 Jankala/Spannen = 16 Tempohs